# Luchovka
Luchovka (in russo Луховка?) è un insediamento operaio (рабочий посёлок) del distretto urbano di Saransk nella Repubblica di Mordovia, Russia.